# Santa Caterina (Zaravecchia)
Santa Caterina o scoglio Catterina (in croato Sveta Katarina) è un isolotto della Croazia situato nel mare Adriatico tra la costa orientale di Pasman e la città di Zaravecchia. Fa parte dell'arcipelago zaratino. Amministrativamente appartiene al comune di Zaravecchia nella regione zaratina.

## Geografia
Santa Caterina si trova al centro del canale di Pasman, tra Tuconio e Zaravecchia, da cui dista circa 700 m. 
L'isolotto, che si allunga con una punta a nord, misura circa 400 m di lunghezza; ha una superficie di 0,062 km², uno sviluppo costiero di 1,23 km e un'altezza di 25,8 m. Sull'isolotto c'è un faro.
A nord-ovest, a 330 m, si trova l'isolotto Piana o Clanaz (Planac), che ha una superficie di 0,066 km², la costa lunga 1,01 km ed è alto 16 m 43°56′18″N 15°25′34″E.

### Cartografia
- (HR) Mappa topografica della Croazia 1:25000, su preglednik.arkod.hr. URL consultato il 27 febbraio 2017.
- Carta di cabottaggio del mare Adriatico, foglio VII, Milano, Istituto geografico militare, 1822-1824. URL consultato il 27 febbraio 2017 (archiviato dall'url originale il 13 aprile 2013).